# Georg Pazderka
Georg Pazderka (* 6. Februar 1942 in Wien; † 20. Juni 2024 ebenda) war ein österreichischer Tennisspieler.

## Karriere
Einen der größten Erfolge seiner Laufbahn erreichte er mit seinem Doppelpartner und ehemaligen Wimbledon-Sieger Arthur Ashe. Sie gewannen das internationale Turnier in Kitzbühel, wo sie im Finale die polnischen Davis-Cup-Spieler Wojciech Fibak und Czeslaw Dobrowolski bezwangen.
Im Davis Cup spielte er zwei Begegnungen für Österreich. So konnte er bei seinem ersten Einsatz 1965 gegen Finnland sowohl das Einzel gegen Sten Ståhle als auch das Doppel mit Norbert Klatil gegen Pekka Saila und Rauno Suominen für sich entscheiden und trug dabei wesentlich zum 4:1-Sieg bei. Beim zweiten Einsatz im selben Jahr gegen Frankreich blieb die Mannschaft mit 0:5 chancenlos.
Pazderka starb im Juni 2024 in Wien. Er wurde am 19. Juli beigesetzt.